# Base aérea de Townsville

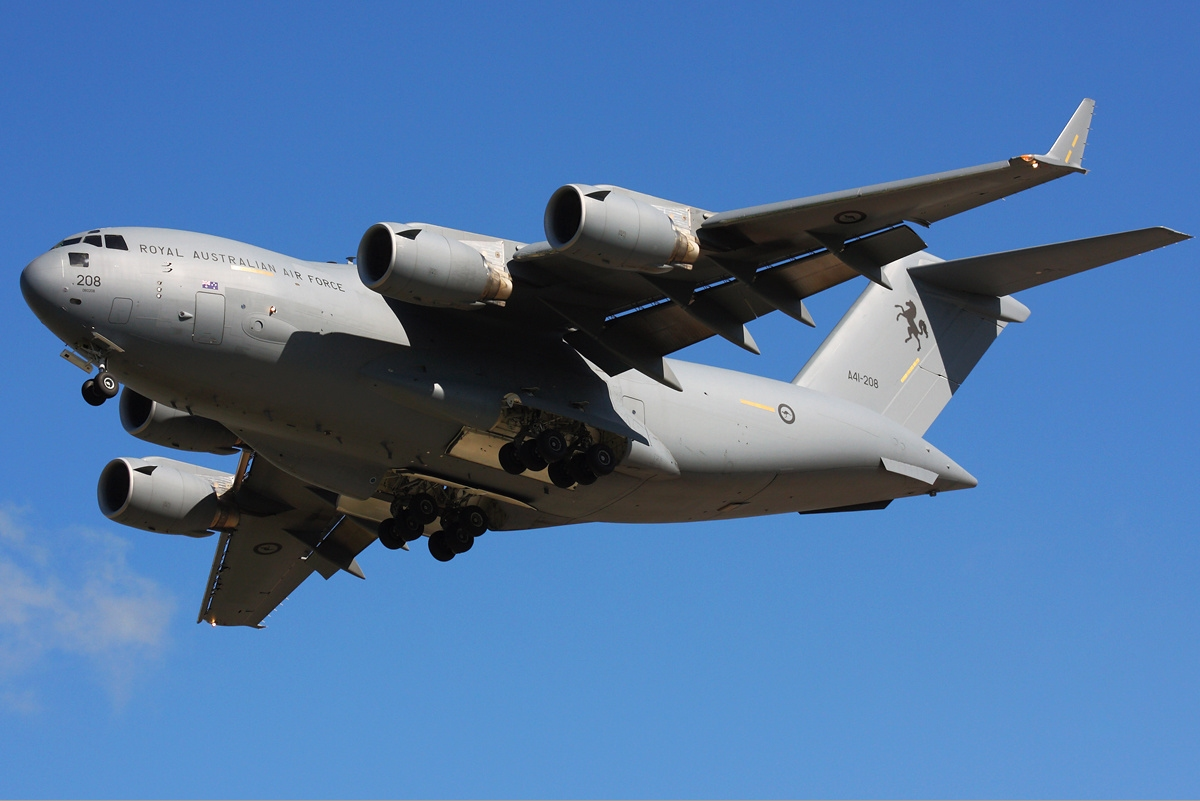
Boeing C-17A Globemaster III da RAAF no Aeroporto de Townsville

A Base Aérea de Townsville (IATA: TSV, ICAO: YBTL) (anteriormente: Base aérea de Garbutt) é uma base aérea da Real Força Aérea Australiana, casa de alguns esquadrões, sendo também usada para treino de aeronaves de combate. É também o quartel-general de Asa N.º 1 e, juntamente com o Quartel Lavarack, faz de Townsville um importante centro militar. Localizada nos subúrbios de Townsville, 3,7 km a oeste da cidade, a base partilha o seu espaço com o Aeroporto de Townsville.